# Vladimir Brichta
Paulo Vladimir Brichta (Diamantina, 22 de março de 1976) é um ator brasileiro. Descendente de austríacos e tchecos, é vencedor de vários prêmios, incluindo um Grande Otelo, um Prêmio APCA, um Prêmio Guarani e dois Prêmios Qualidade Brasil, além de ter recebido uma indicação ao Troféu Imprensa.

Brichta estreou na televisão no início dos anos 2000, destacando-se como o Ezequiel em Porto dos Milagres (2001), o Nélio em Coração de Estudante (2002) e o Enrico em Kubanacan (2003), tendo posteriormente estrelado as séries de comédia Faça sua História (2008), Separação!? (2010) e Tapas e Beijos (2011–15). Em 2016, retornou às novelas, destacando-se como o cantor de rock Gui Santiago em Rock Story (2016–17), o vilão Remy Falcão em Segundo Sol (2018), o ativista ambiental Davi Moretti em Amor de Mãe (2019–21), o futebolista Neném em Quanto Mais Vida, Melhor! (2021–22) e o coronel Egídio Coutinho em Renascer (2024).

## Biografia
Apesar de ter nascido em Minas Gerais, ele se considera "um autêntico baiano", uma vez que se mudou com sua família para a Bahia aos quatro anos, após passar uma temporada na Alemanha, onde seu pai, Arno Brichta, fez doutorado em Geologia. Adorou as encenações produzidas na escola alemã, e de volta a Salvador, matriculou-se numa escola da capital baiana, a Escola Experimental, e aos 6 anos começou a fazer parte do grupo de teatro amador "Fantasia" sob a direção de Hilda Figueiredo, esses grupo nasceu dentro da escola Experimental .
Na adolescência, participou do curso livre de teatro da Universidade Federal da Bahia, concluído em 1993 com a encenação da peça O Inspetor Geral, sob a direção de Paulo Cunha. Depois se formou com o curso de Artes Cênicas da UFBA, onde apresentou em 1996 o espetáculo A Casa de Eros, de Cleise Mendes, sob a direção de José Possi Neto.

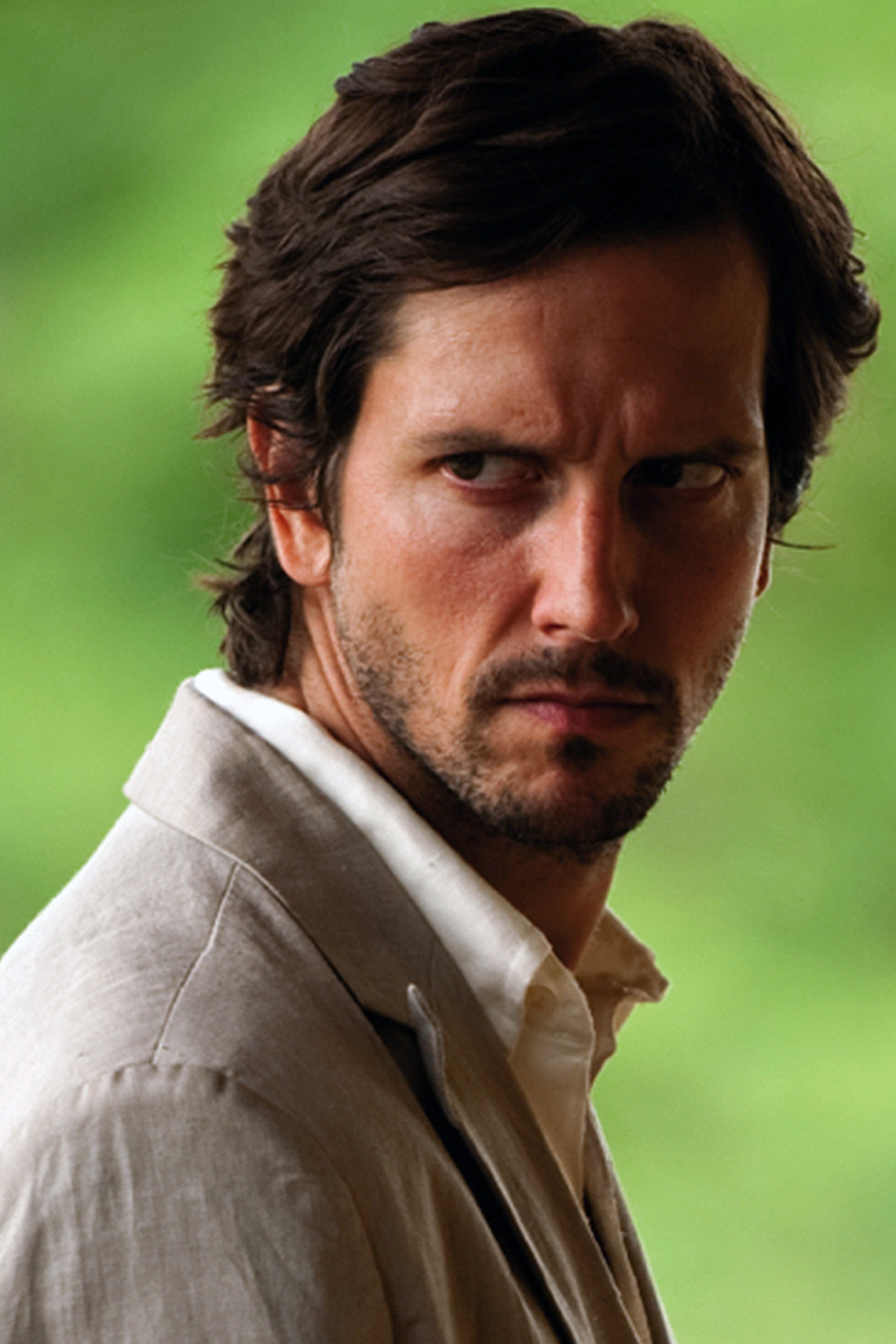
Brichta no pôster oficial do filme A Coleção Invisível de 2012.

Usa o nome Vladimir porque sempre foi conhecido assim, e na família não é costume haver dois nomes. O nome Vladimir é em homenagem a Vladimir Herzog, morto pouco antes de seu nascimento, e foi escolha do pai, que estava preso pela ditadura, o que fez a família incluir o nome Paulo para evitar maiores problemas.
Em 1997, Vladmir e Gena tiveram uma filha, Agnes, que o ator deixou aos cuidados da mãe dele, no litoral da Bahia, rumo ao Rio de Janeiro com o objetivo de encontrar um emprego - o que funcionou, uma vez que ele acabou sendo escolhido para fazer parte da novela Porto dos Milagres, que estreou em 2001, interpretando o garçom Ezequiel.  Um ano antes, ele já havia se destacado no teatro com a peça A Máquina, na qual também fizeram sucesso seus amigos Lázaro Ramos e Wagner Moura e em 2004 foi lançado o filme homônimo  repetindo os três atores no elenco. Depois, ele emendou uma série de trabalhos na Rede Globo, como Coração de Estudante (2002), Kubanacan (2003), Belíssima (2005),
Sob Nova Direção (2007) e Tapas & Beijos (2011).
Em 2017, protagonizou o filme Bingo: O Rei das Manhãs sobre a vida de Arlindo Barreto que foi por vários anos o palhaço Bozo. Dirigido por Daniel Rezende, o nome "Bozo" não foi usado por questões de direito autoral.Em 2024 interpreta o grande vilão de Renascer o coronel Egídio Coutinho.

## Vida pessoal
Em 1995 casou-se com a cantora Gena Karla Ribeiro, com quem teve uma filha, a atriz Agnes Brichta (1997). Sua esposa faleceu aos 28 anos em setembro de 1999, vítima de porfiria. De 2000 a 2003 namorou a atriz Ana Paula Bouzas. Em 2004 começou a namorar a atriz Adriana Esteves, com quem se casou em 2006 e teve um filho, Vicente (2006).

## Filmografia

### Televisão
| Ano  | Título                    | Personagem                       | Notas                                  |
| ---- | ------------------------- | -------------------------------- | -------------------------------------- |
| 2001 | Porto dos Milagres        | Ezequiel Barud (Zeca)            |                                        |
| 2002 | Coração de Estudante      | Nélio Garcia                     |                                        |
| 2003 | Sexo Frágil               | Valentina / Paulão               | Episódio: "18 de agosto"               |
| 2003 | Kubanacan                 | Enrico Puentes                   |                                        |
| 2004 | A Diarista                | Ele mesmo                        | Episódio: "Sua Excelência, O Ócio"     |
| 2004 | Começar de Novo           | Pedro Borges Karamazov           |                                        |
| 2005 | A História de Rosa        | Miguel Tónacio                   | Especial de fim de ano                 |
| 2005 | Sitcom.br                 | Rubens                           | Episódios: "Rubens" "Confraternização" |
| 2005 | Belíssima                 | Narciso Solomos Güney            |                                        |
| 2007 | Sob Nova Direção          | Gustavo                          | Episódio: "Um Solteirão e Um Bebê"     |
| 2008 | Faça Sua História         | Oswaldir                         |                                        |
| 2010 | Separação?!               | Agnaldo                          |                                        |
| 2011 | Amor em 4 Atos            | Aryclenes dos Santos             | Episódios: "Folhetim" "Vitrines"       |
| 2011 | Tapas & Beijos            | Armane Vilar                     |                                        |
| 2014 | Tá no Ar: a TV na TV      | Ele mesmo                        | Episódio: "24 de abril"                |
| 2016 | Mister Brau               | Joaquim Ferreira (Formiga)       | Episódio: "10 de maio"                 |
| 2016 | Justiça                   | Celso                            |                                        |
| 2016 | Rock Story                | Guilherme Santiago (Gui)         |                                        |
| 2017 | Tá no Ar: a TV na TV      | Voz do Chewbacca                 | Episódio: "7 de fevereiro"             |
| 2017 | Cidade Proibida           | Zózimo Barbosa                   |                                        |
| 2018 | Segundo Sol               | Remy Yunes Falcão                |                                        |
| 2019 | Amor de Mãe               | Davi Moretti                     |                                        |
| 2021 | Quanto Mais Vida, Melhor! | Luca Marino (Neném)              |                                        |
| 2023 | Cine Holliúdy             | Cara de Vaca                     | Temporada 3; Episódio: "8"             |
| 2023 | Papo de Segunda           | Debatedor                        |                                        |
| 2024 | Renascer                  | Coronel Egídio da Costa Coutinho |                                        |
| 2024 | Pedaço de Mim             | Tomás Rosenthal                  |                                        |

### Cinema
| Ano  | Filme                   | Personagem             | Nota           |
| ---- | ----------------------- | ---------------------- | -------------- |
| 2003 | Paisagem de Meninos     | Homem Relâmpago        | Curta-metragem |
| 2005 | A Máquina               | José Onório            |                |
| 2006 | Fica Comigo Esta Noite  | Edu                    |                |
| 2008 | Romance                 | Orlando                |                |
| 2009 | A Mulher Invisível      | Carlos                 |                |
| 2010 | Quincas Berro D'Água    | Leonardo               |                |
| 2012 | A Coleção Invisível     | Beto                   |                |
| 2014 | Muitos Homens Num Só    | Dr. Antônio            |                |
| 2014 | Minutos Atrás           | Alonso                 |                |
| 2015 | Minions                 | Herb Overkil (voz)     | Dublagem       |
| 2015 | Real Beleza             | João                   |                |
| 2016 | Um Homem Só             | Arnaldo                |                |
| 2016 | Vai que Dá Certo 2      | Elói                   |                |
| 2017 | Bingo: O Rei das Manhãs | Augusto Mendes (Bingo) |                |
| 2022 | Alemão 2                | Machado                |                |
| 2022 | Capitu e o Capítulo     | Bentinho               |                |
| 2025 | Velhos Bandidos         | Sid                    |                |

## Teatro
| Ano  | Título                          | Papel                                     |
| ---- | ------------------------------- | ----------------------------------------- |
| 1993 | Inspetor Geral                  |                                           |
| 1994 | Uma História Sem Fim            |                                           |
| 1995 | Pontapé                         |                                           |
| 1996 | A Casa de Eros                  |                                           |
| 1996 | Dias 94                         |                                           |
| 1997 | Dona Maria, a Louca             |                                           |
| 1997 | Um Dia Um Sol                   |                                           |
| 1997 | Acho Que Te Amava               |                                           |
| 1998 | Eu, Brecht                      |                                           |
| 1998 | Equus                           | Alan Strang                               |
| 1998 | Baal                            |                                           |
| 1998 | A Megera Domada                 |                                           |
| 1998 | A Ver Estrelas                  | Jonas                                     |
| 1999 | Calígula                        | César Caius (Calígula)[carece de fontes?] |
| 1999 | Nada Será Como Antes            | Hans                                      |
| 2000 | A Máquina                       | Antônio                                   |
| 2002 | Mamãe Não Pode Saber            | Armando                                   |
| 2002 | Um Pelo Outro                   |                                           |
| 2007 | Os Produtores                   | Leo Bloom                                 |
| 2007 | A Hora e Vez de Augusto Matraga | Augusto Matraga                           |
| 2009 | Hamelin                         | Juiz Monteiro                             |
| 2012 | Arte                            | Ivan                                      |

## Discografia

### Trilha Sonora
| Título         | Ano  | Album      |
| -------------- | ---- | ---------- |
| "É Nossa Hora" | 2016 | Rock Story |

## Prêmios e indicações
| Ano  | Prêmio                                | Categoria                                 | Nomeações                 | Resultado |
| ---- | ------------------------------------- | ----------------------------------------- | ------------------------- | --------- |
| 1996 | Prêmio Bahia Aplaude                  | Melhor Ator                               | A Casa de Eros            | Indicado  |
| 1998 | Prêmio Bahia Aplaude                  | Melhor Ator                               | Equus                     | Indicado  |
| 1999 | Troféu Copene de Teatro               | Melhor Ator                               | Calígula                  | Venceu    |
| 2001 | Prêmio Qualidade Brasil               | Melhor Ator Teatral Comédia               | A Máquina                 | Venceu    |
| 2002 | Prêmio Extra de Televisão             | Melhor Ator                               | Coração de Estudante      | Venceu    |
| 2002 | Melhores do Ano                       | Ator Revelação                            | Coração de Estudante      | Venceu    |
| 2002 | Capricho Awards                       | Melhor Ator Nacional                      | Coração de Estudante      | Indicado  |
| 2002 | Melhores do UOL e PopTevê             | Melhor Ator                               | Coração de Estudante      | Indicado  |
| 2003 | Prêmio Contigo                        | Melhor Ator Cômico                        | Coração de Estudante      | Venceu    |
| 2003 | Prêmio Contigo                        | Melhor Ator Coadjuvante                   | Coração de Estudante      | Venceu    |
| 2003 | Melhores do Ano                       | Melhor Ator Coadjuvante                   | Kubanacan                 | Venceu    |
| 2003 | Prêmio Qualidade Brasil               | Melhor Ator                               | Kubanacan                 | Indicado  |
| 2004 | Prêmio Contigo! de TV                 | Melhor Ator Coadjuvante                   | Kubanacan                 | Indicado  |
| 2007 | Prêmio Qualidade Brasil               | Melhor Ator de Espetáculo Teatral Musical | Os Produtores             | Indicado  |
| 2008 | Prêmio Qualidade Brasil               | Melhor Ator de Humorísticos               | Faça Sua História         | Venceu    |
| 2010 | Grande Prêmio do Cinema Brasileiro    | Melhor Ator Coadjuvante                   | A Mulher Invisível        | Indicado  |
| 2010 | Prêmio Contigo! de Cinema Nacional    | Melhor Ator Coadjuvante                   | A Mulher Invisível        | Indicado  |
| 2010 | Prêmio Qualidade Brasil               | Melhor Ator de Série ou Projeto Especial  | Separação?!               | Venceu    |
| 2011 | Prêmio Contigo! de TV                 | Melhor Ator em Série/ Minissérie          | Separação?!               | Indicado  |
| 2011 | Prêmio Qualidade Brasil               | Melhor Ator de Série ou Projeto Especial  | Amor em Quatro Atos       | Indicado  |
| 2012 | Prêmio Contigo! de TV                 | Melhor Ator serie/ minissérie             | Tapas & Beijos            | Venceu    |
| 2013 | Prêmio Contigo! de TV                 | Melhor Ator em Série/ Minissérie          | Tapas & Beijos            | Indicado  |
| 2014 | Cine PE                               | Melhor Ator de Cinema                     | Muitos Homens Num Só      | Venceu    |
| 2014 | Prêmio Quem de Televisão              | Melhor Ator Coadjuvante                   | Tapas & Beijos            | Indicado  |
| 2014 | Prêmio Contigo! de TV                 | Melhor Ator em Série/ Minissérie          | Tapas & Beijos            | Indicado  |
| 2014 | Melhores do Ano                       | Ator de Série, Minissérie ou Seriado      | Tapas & Beijos            | Indicado  |
| 2015 | Melhores do Ano                       | Ator de Série, Minissérie ou Seriado      | Tapas & Beijos            | Venceu    |
| 2016 | Prêmio Quem de Televisão              | Melhor Ator                               | Justiça                   | Indicado  |
| 2016 | Prêmio F5                             | Ator do Ano                               | Rock Story                | Indicado  |
| 2016 | Troféu UOL TV e Famosos               | Melhor Ator                               | Rock Story                | Indicado  |
| 2017 | Melhores do Ano                       | Melhor Ator de Novela                     | Rock Story                | Indicado  |
| 2017 | Prêmio Contigo! Online                | Melhor Ator de Novela                     | Rock Story                | Indicado  |
| 2017 | Prêmio Extra de Televisão             | Melhor Ator                               | Rock Story                | Indicado  |
| 2017 | Troféu APCA                           | Melhor Ator de Cinema                     | Bingo: O Rei das Manhãs   | Venceu    |
| 2017 | Prêmio Faz Diferença                  | Segundo Caderno/ Cinema                   | Bingo: O Rei das Manhãs   | Venceu    |
| 2017 | Prêmio Bravo! Prime de Cultura        | Destaque                                  | Bingo: O Rei das Manhãs   | Indicado  |
| 2018 | Prêmio Fiesp/Sesi-SP de Cinema        | Melhor Ator                               | Bingo: O Rei das Manhãs   | Venceu    |
| 2018 | Grande Prêmio do Cinema Brasileiro    | Melhor Ator                               | Bingo: O Rei das Manhãs   | Venceu    |
| 2018 | Prêmio Guarani de Cinema Brasileiro   | Melhor Ator                               | Bingo: O Rei das Manhãs   | Venceu    |
| 2018 | Troféu Internet                       | Melhor Ator                               | Rock Story                | Indicado  |
| 2018 | Melhores do Ano                       | Melhor Ator                               | Segundo Sol               | Indicado  |
| 2018 | Troféu UOL TV e Famosos               | Melhor Ator                               | Segundo Sol               | Indicado  |
| 2018 | Prêmio The Brazilian Critic           | Melhor Ator Coadjuvante em Telenovela     | Segundo Sol               | Venceu    |
| 2018 | Prêmio Área VIP                       | Melhor Ator                               | Segundo Sol               | Indicado  |
| 2019 | Troféu Internet                       | Melhor Ator                               | Segundo Sol               | Indicado  |
| 2019 | Troféu Imprensa                       | Melhor Ator                               | Segundo Sol               | Indicado  |
| 2020 | Troféu Internet                       | Melhor Ator de Novela                     | Amor de Mãe               | Indicado  |
| 2022 | SEC Awards                            | Destaque em TV                            | Quanto Mais Vida, Melhor! | Indicado  |
| 2022 | Troféu AIB de Imprensa                | Melhor Ator                               | Quanto Mais Vida, Melhor! | Indicado  |
| 2022 | Prêmio Contigo! de TV                 | Ator de Novela                            | Quanto Mais Vida, Melhor! | Indicado  |
| 2023 | Festival Sesc Melhores Filmes         | Melhor Ator Nacional                      | Alemão 2                  | Indicado  |
| 2024 | Festival Sesc Melhores Filmes         | Melhor Ator Nacional                      | Capitu e o Capítulo       | Indicado  |
| 2024 | Prêmio Noticiasdetv.com               | Melhor Ator Antagonista ou Vilão          | Renascer / Pedaço de Mim  | Venceu    |
| 2024 | Melhores do Ano Natelinha             | Melhor Ator                               | Renascer / Pedaço de Mim  | Indicado  |
| 2024 | Melhores do Ano - Retrospectiva GENTE | Ator do Ano                               | Renascer / Pedaço de Mim  | Venceu    |
| 2024 | Melhores do Ano                       | Ator Coadjuvante                          | Renascer                  | Venceu    |
| 2024 | Prêmio Gshow                          | Crueldade de Egídio                       | Renascer                  | Venceu    |
| 2024 | Prêmio Gshow                          | Cena Mais Quente (com Sophie Charlotte)   | Renascer                  | Indicado  |
| 2024 | Prêmio Área VIP                       | Melhor Ator                               | Renascer                  | Indicado  |
| 2024 | Prêmio APCA de Televisão              | Melhor Ator                               | Renascer                  | Indicado  |
| 2024 | Melhores do Ano - Duh Secco           | Melhor Ator                               | Renascer                  | Indicado  |
| 2025 | SEC Awards                            | Melhor Ator em Série Nacional             | Pedaço de Mim             | Pendente  |